# سوکسینیل-کوآ
سوکینیل-کوآ (به انگلیسی: Succinyl-CoA) با فرمول شیمیایی C25H40N7O19P3S یک ترکیب شیمیایی با شناسه پاب‌کم 92133 و جرم مولی ۸۶۷٫۶۰۸ گرم بر مول می‌باشد. این ترکیب یکی از ترکیبات واسطه‌ای چرخه اسیدسیتریک است.